# Copa Merrythought

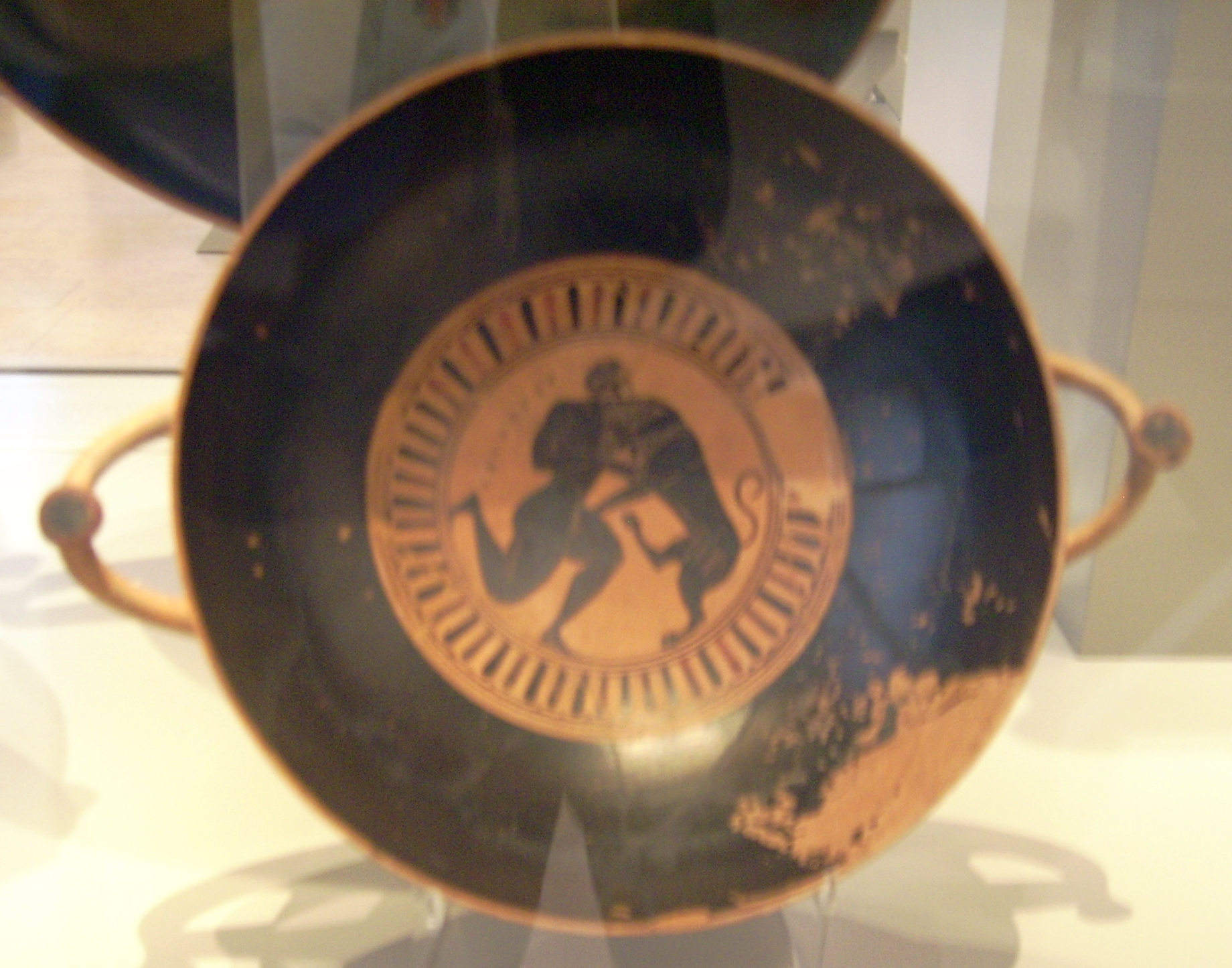
Copa ática de Merrythought, Antikensammlung Berlin.

La copa Merrythought se desarrolló probablemente como una forma refinada de un tipo de copa rural normalmente hecha de madera. Su forma presenta varias peculiaridades. Es la primera forma de copa ática que carece de una ruptura distintiva entre el labio y el cuerpo del vaso. Las asas son especialmente llamativas. En lugar de formar un semicírculo, como ocurre en casi todas las demás formas de vasos, están dobladas hacia arriba y terminan en forma de asa. De forma igualmente inusual, las asas sobrepasan la altura del cuerpo del vaso.
Los vasos, cubiertos en su mayoría de engobe negro, presentan ocasionalmente finas franjas de pintura roja en el pie o en el interior. Esto se asemeja a la Grecia oriental y a otros estilos decorativos áticos. El cuerpo del vaso es casi semiesférico. El primer artista ático que decoró las copas de Merrythought en el figuras negras fue el Pintor C.